# 近藤玲子 (声優)
近藤 玲子（こんどう れいこ、1959年7月7日 - 2007年6月13日）は、日本の女性声優。

## 経歴・人物
静岡県出身。舞台芸術学院卒業、テアトル・エコー付属養成所出身。マウスプロモーションに所属していた。
2007年6月13日、バッド・キアリ症候群による多臓器不全にて死去。47歳没。

## 後任
近藤の死後に、持ち役を引き継いだ人物は以下の通り。
- 笹本優子（『それいけ!アンパンマン』: めいろんろん役）
- 松井恵理子[6]（『幽☆遊☆白書 100%本気バトル』: 鈴駒役）

## 出演

### テレビアニメ
1983年
- イタダキマン

1985年
- ルパン三世 PARTIII（ダイアナ）

1988年
- 小公子セディ（トム）

1991年
- 丸出だめ夫（二郎）

1993年
- コボちゃん
- マドレーヌ（ジェネビーブ）
- 幽☆遊☆白書（1993年 - 1994年、鈴駒）

1994年
- 忍たま乱太郎（老婆）

1995年
- 十二戦支 爆烈エトレンジャー（羊飼い）
- それいけ!アンパンマン（めいろんろん〈2代目〉、クレヨンマン、ラッピーA）

1996年
- みどりのマキバオー（リスの弟）

1998年
- コボちゃんスペシャル 約束のマジックディ（アキラ）

1999年
- アークザラッド（ジーン〈子供〉）
- クレヨンしんちゃん（おばあさん）
- ワイルドアームズ トワイライトヴェノム（テン）

2000年
- サイバーシックス（ロリ・アンダーソン、電話の女性）

2002年
- あたしンち（少年、男子B、子供）

2005年
- ドラえもん（テレビ朝日版第2期）（婦人）

2006年
- 焼跡の、お菓子の木（剛）

### OVA
- あいうえおアニメシリーズ 一休さん（1988年、一休さん）
- 銀河英雄伝説（1989年）
- アンパンマンとはじめよう! かぞえよう 1・2・3（2006年、ノネズミ六兄弟4）
- アンパンマンとはじめよう! わかるかな いろ・かたち（2006年、赤オバケ）

### 劇場アニメ
- ブラック・ジャック 劇場版（1996年、リサ・シーゲル[8]）
- ウルトラニャン 星空から舞い降りたふしぎネコ（1997年、小助）
- ウルトラニャン2 ハッピー大作戦（1998年、小助）

### ゲーム
- 幽☆遊☆白書（1993年、鈴駒、ムルグ）
- 幽☆遊☆白書 特別篇（1994年、鈴駒）
- スパイロ×スパークス トンでもツアーズ（2000年、宝石ネズミ、ハンデル 他）
- THE BATTLE OF 幽☆遊☆白書 〜死闘! 暗黒武術会〜 120%（2007年、鈴駒）

### 吹き替え

#### 映画
- 悪魔のような女
- アダムス・ファミリー（ウェンズデー・アダムス〈クリスティーナ・リッチ〉）※DVD旧録版
- アナとオットー（幼い頃のオット―）
- 運命の女（チャーリー・サムナー〈エリック・パー・サリヴァン〉）※DVD版
- 激流（ローク・ハートマン）※テレビ版
- 子鹿物語（トゥインク）※テレビ東京版
- サドン・デス（タイラー・マッコード）※ビデオ版
- スモーキン・エース/暗殺者がいっぱい
- 1900年（少年期のアルフレード）
- ターミネーター2（ジョン・コナー〈エドワード・ファーロング〉）※DVDエクストリームエディション・DVDダブルエディション・BDプレミアムエディション版
- タイムマシン（ケイレン）※テレビ版
- ダニエル・スティール/ある愛のかたち（アンドリュー〈ダレル・トーマス・ユートレイ〉）※テレビ東京版
- デスペラード
- デューン/砂の惑星（アリア・アトレイデス〈アリシア・ウィット〉）※日本テレビ版（BD収録）
- トワイライトゾーン/超次元の体験（アンソニー、スチュワーデス）
- バーチュオシティ（カリン・カーター）※DVD・ビデオ版
- パトリオット ※ソフト版
- フォレスト・ガンプ/一期一会（子供時代のフォレスト、フォレストJr）※VHS・DVD・BD版
- プレシディオの男たち（ジュリアス）※ソフト版
- ボディ・ターゲット（ムーキー〈キーラン・カルキン〉）※テレビ朝日版
- ミシシッピー・バーニング ※ソフト版
- ミクロキッズ（トミー・パービス〈カール・スティーブン〉）
- ミラクル・アドベンチャー/カザーン（マックス・コナー〈フランシス・キャプラ〉）
- 許されざる者 ※テレビ朝日版
- レッド・ブロンクス（ダニー）※ソフト版
- レナードの朝 ※ソフト版
- わるわる探犬隊（ジョニー）

#### ドラマ
- アース2（ユリシーズ、ユリ）
- 恐竜家族（ティム）
- 霊幻道士・キョンシーマスター（鍾君〈ユン・キンタン〉）
- 夢見る子犬・ウィッシュボーン（ハックルベリー・フィン）

#### テレビ番組
- テレタビーズ（ラーラ）